# Прапор Кастилії і Леона
Прапор Кастилії і Леону — офіційний прапор іспанської автономної спільноти Кастилія і Леон. Він складається з розділених на четверті гербів Кастилії, зображених замками, і Леона, зображених левами.

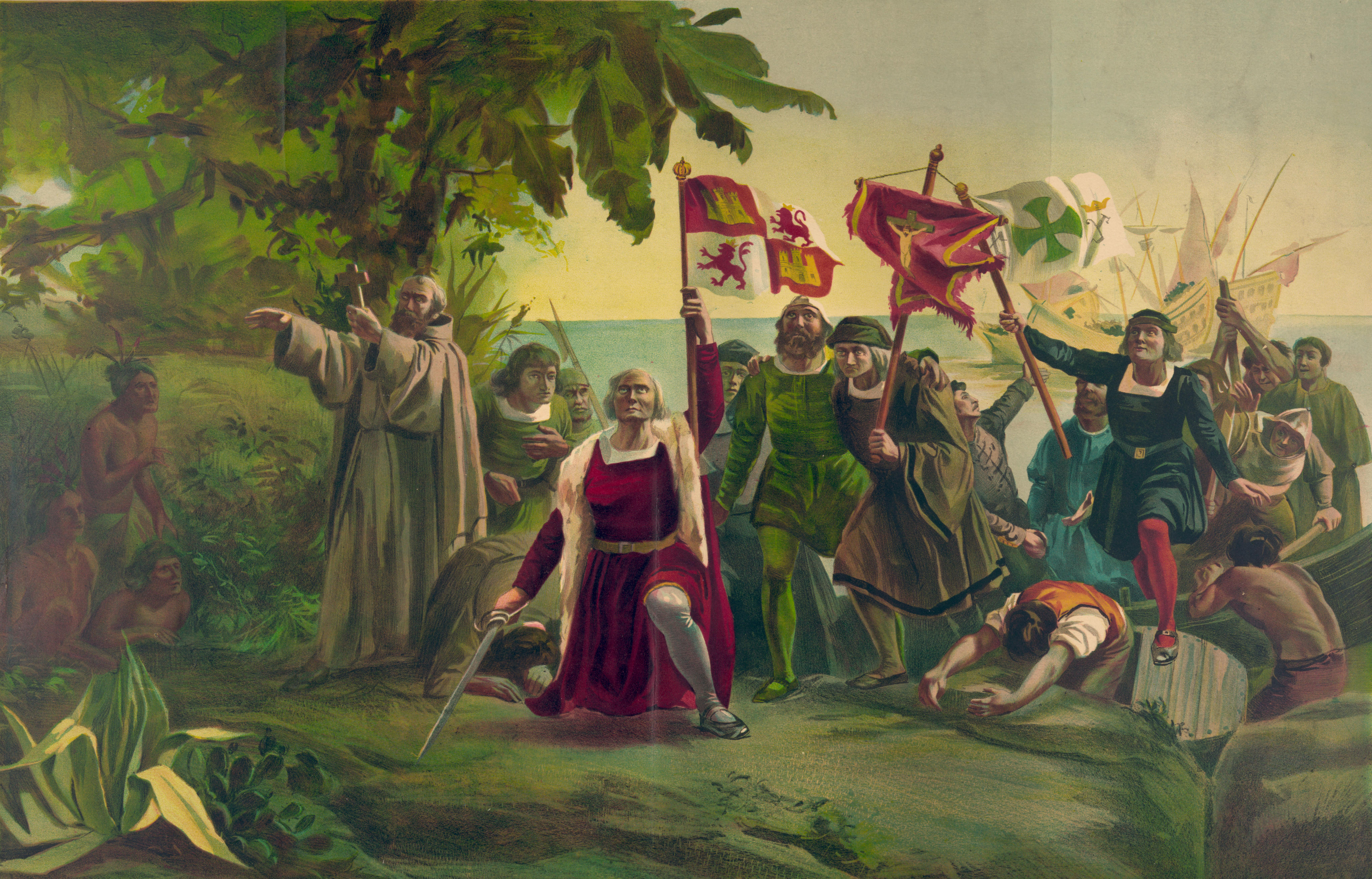
Христофор Колумб під прапором Корони Кастилії при досягненні «Нового Світу»

Зображення лева приписують Альфонсо VII Леонському , який став королем Леона та Кастилії в 1126 році. Символ замку приписують його онуку Альфонсо VIII Кастильському  У 1230 році Фердинанд III Кастильський об’єднав два королівства в Кастильську корону (1230–1715) і четвертував герб як символ союзу. 
Три століття іспанської присутності на американських континентах залишили послідовний слід. Наприклад, у багатьох районах півдня Сполучених Штатів символи іспанського походження збереглися на гербах або символах штатів і міст. Кілька міст, як-от Лос-Анджелес та Сент-Августин містять знаки Королівства Кастилія на своїх гербах або прапорах.

## Еволюція та варіації

### Історичний королівський штандарт

Королівський штандарт Кастильської корони – ранній стиль
Стиль 14 ст.
Стиль 15 ст.
Стиль 15 ст. – варіант
Дім Габсбургів (16–17 ст.)
Стиль правління дому Габсбургів – варіант

### Сучасні прапори та герби

Герб Кастилії і Леона
Урочистий штандартрегіонального уряду Кастилії та Леона.

## Зовнішні посилання
- Прапор, емблема і герб Кастилії і Леона